# 임동권
임동권(任東權, 1926년 5월 22일~2012년 11월 25일)은 대한민국의 민속학자로, 호는 월산(月山)이다. 한국 민속학의 개척자로 평가받으며, 50여 권의 민속학 관련 저서를 남겼다.

## 약력
1926년 충청남도 청양군에서 태어났다. 국학대학 국어국문학과, 경희대학교 대학원을 거쳐 1968년 우석대학교에서 문학박사 학위를 수여하였다. 1954년 국학대에서 대한민국에서는 처음으로 민속학을 강의하였다. 1958년부터 1974년까지 서라벌 예술대학에서 교수·학장을 역임하였으며, 성균관대·고려대·연세대·경희대·숙명여대·성신여대·중앙대 등 여러 대학에서 민속학을 담당하였고, 한국민속학회회장(1969년 창립), 한국민요학회회장(1989년 창립)을 지냈다.

## 수상 경력
- 1981년 10회 외솔상 수상[4]
- 1982년 서울시 문화상 인문과학부문 수상[5]
- 1983년 화관문화훈장[6]
- 1991년 국민훈장 모란장
- 2004년 은관문화훈장[7]
- 2005년 일본 후쿠오카시 제16회 아시아문학상 수상[8]

## 저서
- 《한국민요집》, 동국문화사, 1961.[9]
- 《한국 민속논고》, 선명문화사, 1971.[10]
- 《한국의 민담》, 서문당, 1972.
- 《한국의 민속》, 세종대왕기념사업회, 1975.
- 《한국 민요집 1 ~ 6》, 집문당, 1974. ~ 1992.[11]
- 《한국세시풍속연구》, 집문당, 1985.[12]
- 《서울민속대관 1. 민간신앙》, 서울특별시, 1991.[13]
- 《서울민속대관 3. 세시풍속과 놀이》, 서울특별시, 1993.[14]
- 《월산, 사진으로 민속을 말하다》, 국립민속박물관, 2008.[15] 외 다수.